# František Ženíšek
Pour les articles homonymes, voir Ženíšek.
František Ženíšek est un peintre tchèque né à Prague le 25 mars 1849 et mort dans la même ville le 15 novembre 1916.
Cet artiste est répertorié dans le dictionnaire artistique Bénézit comme Franz Zenisek l'ancien, pour le différencier de son fils Frans Zenisek le jeune, peintre également (1877-1935).
Le tableau Oldřich et Božena raconte l'anecdote de la rencontre d'Ulrich, duc de Bohême, avec une jeune paysanne qui devint son épouse à la place d'une princesse allemande qui lui était destinée. 

## Galerie

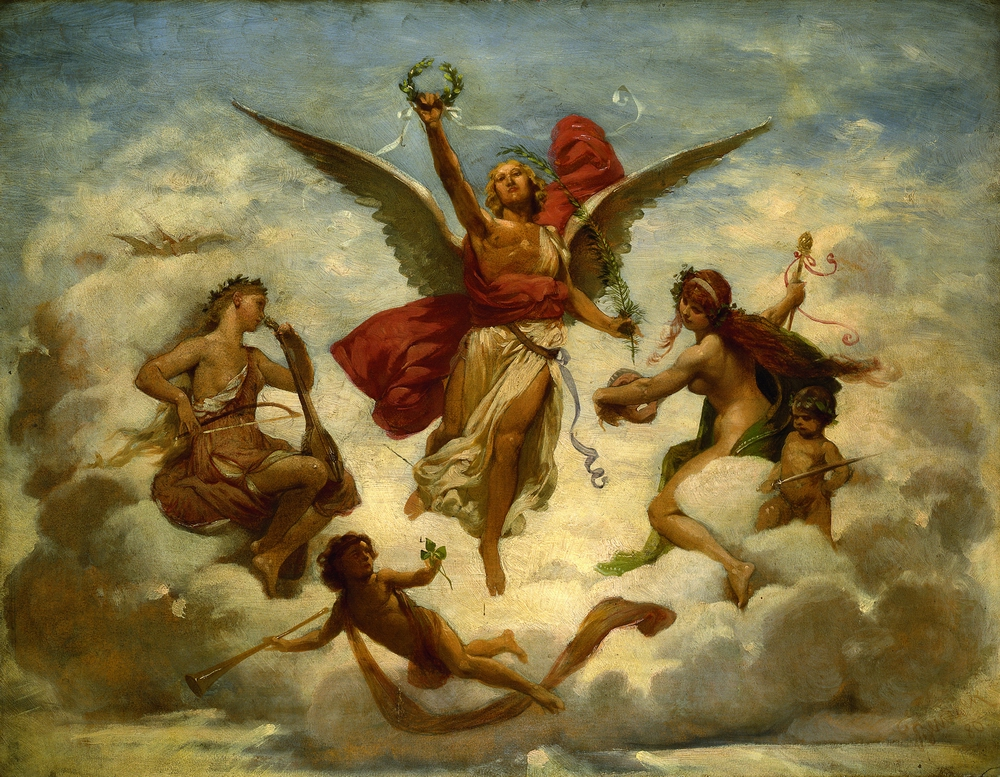
Rideau de scène du théâtre national de Prague avant son incendie.
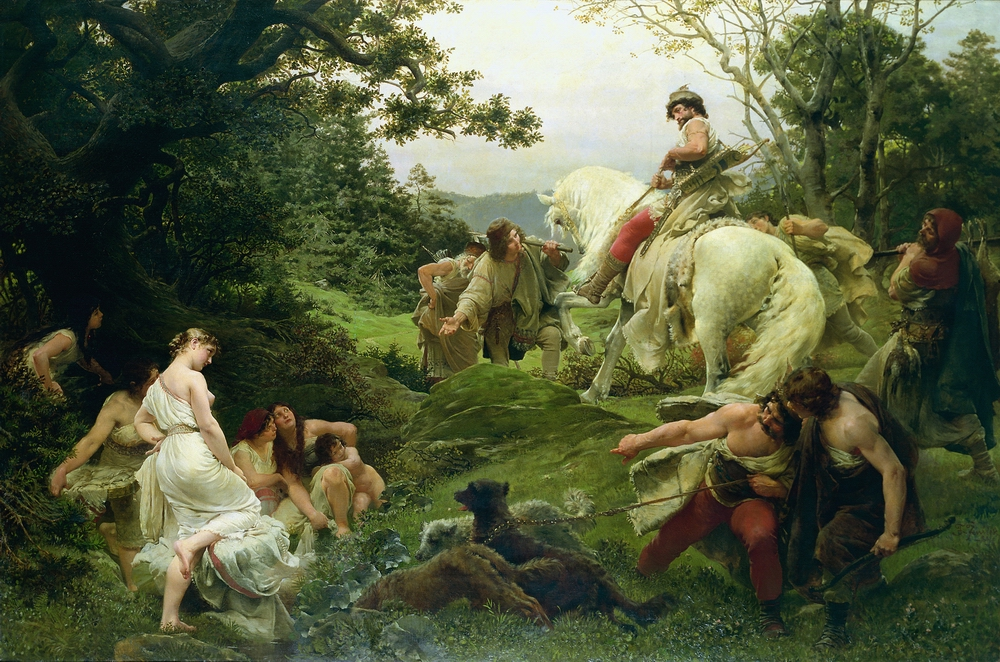
Oldřich et Božena
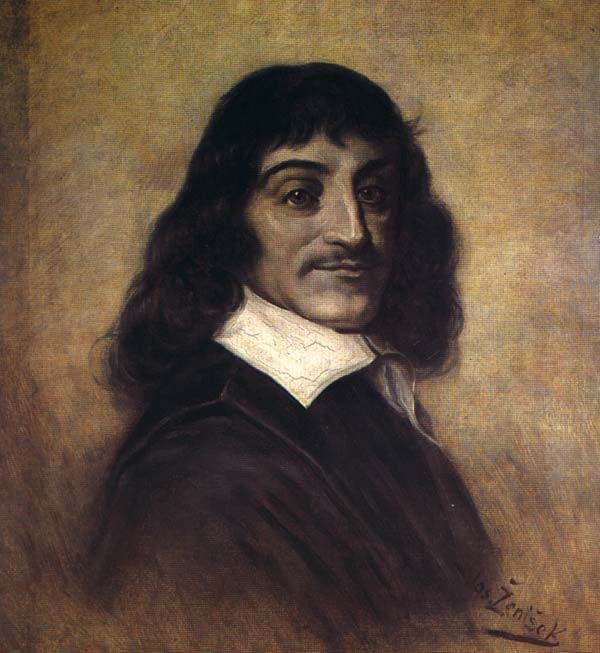
Portrait de René Descartes
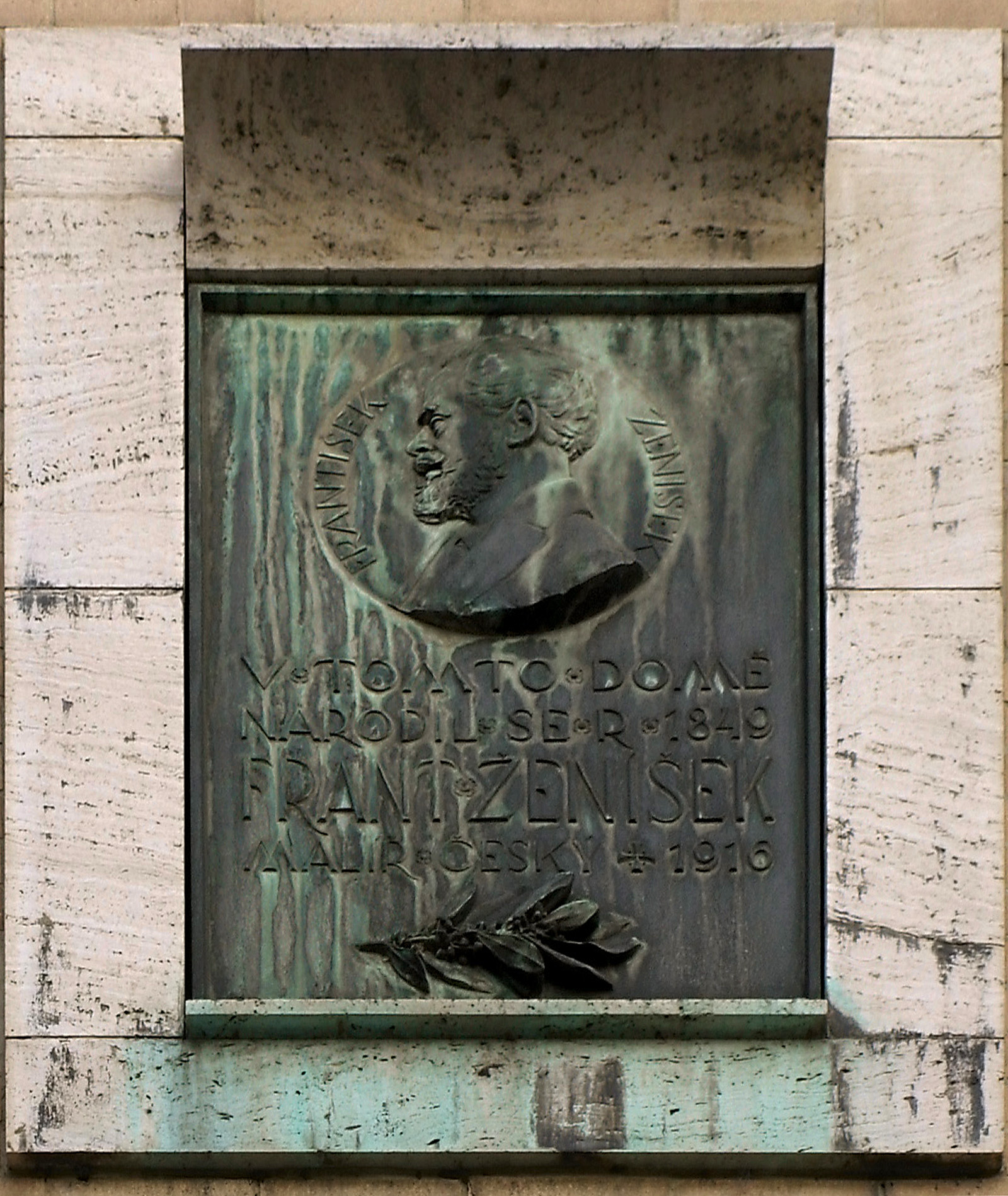
Plaque sur sa maison natale
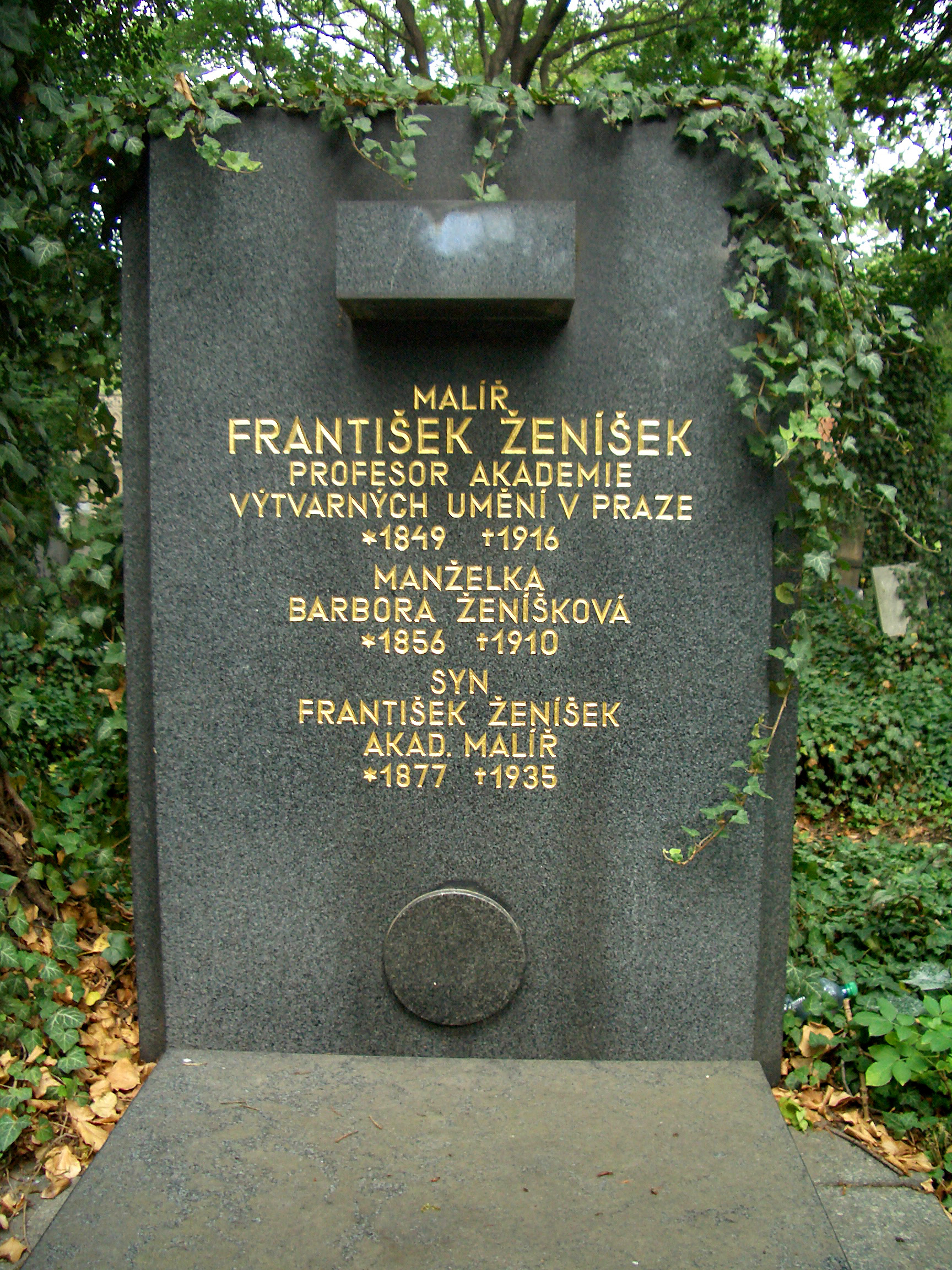
Tombe de sa famille au cimetière d'Olšany.